# 小泉譲
小泉 譲（こいずみ ゆずる、1913年7月13日 - 2004年8月19日）は、日本の作家。本名・一久。

## 来歴
埼玉県川口市生まれ。慶應義塾高等部中退。満鉄上海事務所調査部をへて、上海特別市政府に勤務。丹羽文雄の『文学者』に参加。1943年「桑園地帯」で芥川賞候補。1949年『死の盛粧』で直木賞候補、50年『君が火の鳥』『南支那海』、60年『小説天皇裕仁』で直木賞候補。『小説天皇裕仁』はベストセラーとなる。日中文化交流協会会員。「じょう」と読まれることもある。

## 著書
- 『八月の砂』芸文書院 1957
- 『南支那海』朋文社 1957
- 『女の扉』小壷天書房 1958
- 『失楽の城』大日本雄弁会講談社 1958
- 『文学的女性論』朱雀社 1959
- 『小説天皇裕仁 隠された昭和史』荒地出版社 1960　のち徳間文庫（副題:軍国昭和史）
- 『女生徒男生徒』秋元書房 1961　のち春陽文庫
- 『丹羽文雄・文学と人生に関する211章』編 東京出版センター 1969
- 『若き日の漱石』春陽文庫 1973
- 『評伝丹羽文雄』講談社 1977
- 『魯迅と内山完造』講談社 1979
- 『北の貌 共和国紀行』朝鮮青年社 1986
- 『上海物語 第1部』批評社 1990
- 『列車の中で 金正日物語』SBB出版会 1994

## 注
1. ↑  『現代日本人名録』『日本近代文学大事典』（1984）『人物物故大年表』